# Escons en Blanc
Escons en Blanc (Spaans: Escaños en Blanco, Galicisch: Escanos en Branco, Baskisch: Aulki Zuriak) is een Spaanse, op 21 juli 2010 in Badalona opgerichte politieke partij.

## Visie en streven
Escons en Blanc streeft ernaar bij verkiezingen uitgebrachte proteststemmen zichtbaar te maken door behaalde zetels onbezet te laten. Tevens doet men afstand van enige vorm van beloning die hoort bij een kamerzetel, onder andere de salariëring van parlementariërs. Volgens het manifest van de partij wil zij op die manier "op ondubbelzinnige wijze" aan het licht brengen dat er onder "een belangrijk deel van de burgerij", dat zich volgens haar niet door de politiek vertegenwoordigd voelt, onvrede over het politieke establishment heerst.
De partij meent dat het uitbrengen van een blanco stem de Spaanse kiezer onvoldoende mogelijkheden biedt om zijn ongenoegen kenbaar te maken, doordat blanco stemmen de verkiezingsuitslag nauwelijks beïnvloeden. Door de behaalde zetels onbezet te laten, vertegenwoordigen zij in de ogen van Escons en Blanc werkelijk een blanco stem.
Verder hoopt de partij met deze naar eigen zeggen originele en innovatieve opstelling de aandacht van de media te krijgen en een publiek debat uit te lokken over de tekortkomingen van het Spaanse systeem van parlementaire vertegenwoordiging. De partij is van zins zichzelf op te heffen zodra de Spaanse politiek inziet dat het huidige kiesstelsel tekortschiet en de kieswet verandert.

## Verkiezingsresultaten
Bij de gemeenteraadsverkiezingen van mei 2011 wist Escons en Blanc in diverse gemeenten (onder meer Barcelona) aanhangers te vergaren. De partij behaalde in totaal 15.582 stemmen, zijnde 1,71% van het aantal uitgebrachte geldige stemmen. In Gironella (in de provincie Barcelona) en Foixà (provincie Girona) bleven op die manier één en twee zetels in de gemeenteraad onbezet.
Bij de landelijke parlementsverkiezingen van 2011, waarin de partij meedeed in 23 kiesdistricten, behaalde zij daarentegen onvoldoende stemmen (97.673, rond een half procent) voor een lege zetel. Hetzelfde geldt voor de parlementsverkiezingen in de autonome regio's in 2012.

### Uitslagen gemeenteraadsverkiezingen 2011
| Gemeente                  | Provincie | Stemmen | Percentage | Lege zetels |
| ------------------------- | --------- | ------- | ---------- | ----------- |
| Avià                      | Barcelona | 23      | 2,16%      | 0           |
| Badalona                  | Barcelona | 951     | 1,18%      | 0           |
| Barcelona                 | Barcelona | 10.104  | 1,67%      | 0           |
| Foixà                     | Girona    | 52      | 32,10%     | 2           |
| Girona                    | Girona    | 417     | 1,30%      | 0           |
| Gironella                 | Barcelona | 150     | 6,79%      | 1           |
| L'Hospitalet de Llobregat | Barcelona | 973     | 1,15%      | 0           |
| Igualada                  | Barcelona | 343     | 2,15%      | 0           |
| Lleida                    | Lleida    | 387     | 0,86%      | 0           |
| Santa Coloma de Gramenet  | Barcelona | 457     | 1,18%      | 0           |
| Tarragona                 | Tarragona | 523     | 1,08%      | 0           |
| Terrassa                  | Barcelona | 1.202   | 1,69%      | 0           |
| Totaal                    |           | 15.582  | 1,71%      | 3           |